# Hansa Typ P
Der Hansa Typ P ist ein Mittelklassefahrzeug der Hansa-Automobilwerke in Varel.

## Geschichte
1921 stellte Hansa den Typ P 8/26 PS vor. Er beruhte auf Vorkriegskonstruktionen der Hansa-Lloyd-Werke AG, galt als wenig innovativ, dafür aber zuverlässig.
1924 kam unter derselben Bezeichnung ein etwas größerer und stärker motorisierter Wagen, der Typ P 8/36 PS, heraus. Er wurde bis 1928 hergestellt.

## Motor, Getriebe und Fahrwerk
Der Typ P 8/26 PS hatte einen Vierzylinder-Reihenmotor eigener Konstruktion mit einer Leistung von 30 PS (22 kW) bei 2700/min. Mit einer Bohrung von 77,8 mm und einem Hub von 110 mm betrug der Hubraum 2090 cm³. Die seitlich stehenden Ventile wurden von einer unten liegenden Nockenwelle direkt betätigt (SV-Ventilsteuerung), die ihrerseits mit Stirnrädern angetrieben wurde.
Der größere Typ P 8/36 PS hatte einen unveränderten Hubraum, leistete aber 36 PS (26,5 kW) bei 3000/min. Auch dieser Motor hatte seitlich stehende Ventilen.
Die Höchstgeschwindigkeit des Typ P 8/26 PS lag bei 75–80 km/h, je nach Aufbau, während der Nachfolger Typ P 8/36 PS schon 85–90 km/h erreichte.
Alle Modelle hatten unsynchronisierte Vierganggetriebe mit Mittelschalthebel (Knüppelschaltung). Angetrieben wurden die Hinterräder.
Beide Achsen der P-Typen waren Starrachsen, die an halbelliptischen Längsblattfedern hingen, die Hinterachsen zusätzlich an Querblattfedern. Der Typ P 8/26 PS hatte eine Betriebsbremse, die wie die Handbremse mechanisch auf die Kardanwelle wirkte. Beim Nachfolger Typ P 8/36 PS wirkte die Betriebsbremse mechanisch auf alle 4 Räder.

## Karosserien
Beide P-Typen waren als viersitziger Tourenwagen, viertürige Limousine und zweitüriges Cabriolet erhältlich; die Türen der Viertürer waren an A- und C-Säulen angeschlagen (also die vorderen Türen vorne und die hinteren Türen hinten), die des Cabriolets waren vorne angeschlagen. Alle Karosserien hatten einen senkrecht stehenden Kühlergrill zwischen den einzeln stehenden Scheinwerfern. Hinter den vorderen Kotflügeln waren auf beiden Seiten die Reserveräder angebracht.